# Charles Heinemann
Charles Adolph Heinemann (29 tháng 2 năm 1904 – 1974) là một cầu thủ bóng đá người Anh thi đấu ở vị trí inside forward.

## Thống kê
Nguồn:
| Câu lạc bộ     | Hạng đấu             | Mùa giải | Giải vô địch | Giải vô địch | Cúp FA | Cúp FA | Tổng | Tổng |
| Câu lạc bộ     | Hạng đấu             | Mùa giải | Trận         | Bàn          | Trận   | Bàn    | Trận | Bàn  |
| -------------- | -------------------- | -------- | ------------ | ------------ | ------ | ------ | ---- | ---- |
| Bristol Rovers | Third Division South | 1925–26  | 3            | 0            | 0      | 0      | 3    | 0    |
| Port Vale      | Second Division      | 1926–27  | 0            | 0            | 0      | 0      | 0    | 0    |
| Port Vale      | Second Division      | 1927–28  | 0            | 0            | 0      | 0      | 0    | 0    |